# Сюэмэй Бай
Сюэмэй Бай (Xuemei Bai; род. в Китае) — австралийский учёный китайского происхождения, эколог, специалист по урбанистике. Доктор философии.
Профессор Австралийского национального университета и адъюнкт-профессор Пекинского педагогического университета, член Академии социальных наук Австралии (Academy of the Social Sciences in Australia) (2017). Лауреат Volvo Environment Prize (2018).

## Биография
Родилась и выросла в Китае.
Окончила Пекинский университет (бакалавр наук). Не один год прожила в Японии. Получила степени магистра инженерии и доктора философии в Токийском университете.
Работала в исследовательских институтах в Японии, в CSIRO, являлась приглашённым профессором Йельского университета. С 2011 года в Австралийском национальном университете. Состояла среди первых членов научного комитета Future Earth, а также членом совета International Society for Industrial Ecology. Утверждена в числе ведущих авторов Sixth Assessment Report МГЭИК.
Член редколлегий Current Opinion; Environment; Computer, Environment and Urban Systems; Ecosystem Health and Sustainability; Urbanization; International Journal of Sustainable Cities and Society.
Автор более ста публикаций, в том числе в Nature и Science. Выступала ведущим автором Millennium Ecosystem Assessment, Global Energy Assessment, IPBES Global Assessment. Соредактор и соавтор книги Urban Planet: Knowledge towards Sustainable Cities (2018).